# San Juan, Santa María Chilchotla
San Juan är en ort i Mexiko.   Den ligger i kommunen Santa María Chilchotla och delstaten Oaxaca, i den sydöstra delen av landet, 280 km sydost om huvudstaden Mexico City. San Juan ligger 897 meter över havet och antalet invånare är 138.
Terrängen runt San Juan är bergig åt nordost, men åt sydväst är den kuperad. Runt San Juan är det ganska tätbefolkat, med 139 invånare per kvadratkilometer. Närmaste större samhälle är Huautla de Jiménez, 17,6 km söder om San Juan. I omgivningarna runt San Juan växer i huvudsak städsegrön lövskog.